# Volley League (2023/2024)
Volley League 2023/2024 – 56. sezon mistrzostw Grecji w piłce siatkowej (70. sezon wliczając mistrzostwa panhelleńskie) zorganizowany przez Enosi Somation Amiwomenon Petosferiston (ESAP). Zainaugurowany został 28 października 2023 roku i trwał do 22 kwietnia 2024 roku.
W Volley League w sezonie 2023/2024 uczestniczyło 9 drużyn. Do najwyższej klasy rozgrywkowej dołączył klub AO Kalamata 80.
Rozgrywki składały się z fazy zasadniczej, fazy play-off, meczów o miejsca 5-7 oraz fazy play-out.
32. tytuł mistrza Grecji zdobył Olympiakos SFP, który w finałach fazy play-off pokonał Panathinaikos AO. Trzecie miejsce zajął AONS Milon. Najlepszym zawodnikiem (MVP) sezonu wybrany został Mitar Dzurits.

## System rozgrywek
Volley League w sezonie 2023/2024 składała się z fazy zasadniczej, fazy play-off, meczów o miejsca 5-7 oraz fazy play-out.

### Faza zasadnicza
W fazie zasadniczej uczestniczyło 9 drużyn. Rozegrały one ze sobą po dwa spotkania systemem kołowym (mecz u siebie i rewanż na wyjeździe). Cztery najlepsze drużyny awansowały do fazy play-off, drużyny z miejsc 5-7 rozgrywały mecze klasyfikacyjne, pozostałe zespoły trafiły do fazy play-out.

### Faza play-off
Faza play-off składała się z półfinałów i finałów.
Półfinały

Pary półfinałowe powstały na podstawie miejsc zajętych przez poszczególne drużyny w fazie zasadniczej zgodnie z poniższym kluczem:
- para 1: 1-4;
- para 2: 2-3.

Rywalizacja toczyła się do trzech zwycięstw ze zmianą gospodarza po każdym meczu. Gospodarzem pierwszego spotkania w parze był zespół, który w fazie zasadniczej zajął wyższe miejsce. Zwycięzcy w parach awansowali do finałów, przegrani natomiast zostali sklasyfikowani odpowiednio na pozycjach 3. i 4. zgodnie z miejscem zajętym w fazie zasadniczej.
Finały

W finałach rywalizacja toczyła się do trzech zwycięstw. Gospodarzem pierwszego spotkania w parze był zespół, który w fazie zasadniczej zajął wyższe miejsce. Zwycięzca w parze został mistrzem Grecji.

### Mecze o miejsca 5-7
Drużyny, które w fazie zasadniczej zajęły miejsca 5-7, rozegrały ze sobą po dwa spotkania systemem kołowym (mecz u siebie i rewanż na wyjeździe). Do tabeli wliczone zostały wszystkie punkty zdobyte przez poszczególne zespoły w fazie zasadniczej. Pozycja w tabeli po rozegraniu wszystkich meczów decydowała o ostatecznym miejscu w klasyfikacji końcowej, tj. ta drużyna, która zajęła 1. miejsce w tabeli, zakończyła sezon na 5. miejscu itd.

### Faza play-out
W fazie play-out uczestniczyły drużyny, które w fazie zasadniczej zajęły miejsca 8-9. Rywalizacja toczyła się do trzech zwycięstw. Gospodarzem pierwszego spotkania w parze był zespół, który w fazie zasadniczej zajął wyższe miejsce. Przegrany w parze spadł do niższej ligi (Pre League).

## Drużyny uczestniczące
W Volley League w sezonie 2023/2024 uczestniczyło 9 drużyn. Do najwyższej klasy rozgrywkowej dołączył zespół, który w sezonie 2022/2023 zajął 2. miejsce w Pre League, tj. AO Kalamata 80. Mistrz Pre League – AEK – nie został dopuszczony do rozgrywek przez ESAP ze względu na problemy finansowe.
| Volley League 2023/2024                                                               | Volley League 2023/2024 |                            |
| ------------------------------------------------------------------------------------- | ----------------------- | -------------------------- |
| Olympiakos SFP                                                                        | 1                       | Liga Mistrzów • Puchar CEV |
| PAOK                                                                                  | 2                       | Puchar CEV                 |
| Panathinaikos AO                                                                      | 3                       | Puchar Challenge           |
| AONS Milon                                                                            | 4                       | Puchar CEV                 |
| AOP Kifisias                                                                          | 5                       | Puchar Challenge           |
| AO Foinikas Syros                                                                     | 6                       |                            |
| Pigasos Polichnis                                                                     | 7                       |                            |
| Atlos Orestiada                                                                       | 8                       |                            |
| Awans z Pre League                                                                    |                         |                            |
| AO Kalamata 80                                                                        | 2                       |                            |
| Oznaczenia: - kolumna druga – miejsce zajęte przez daną drużynę w poprzednim sezonie. |                         |                            |

### Awanse i spadki
| Poz. | Spadek z Volley League 2022/2023 |
| ---- | -------------------------------- |
| 9.   | OFI                              |
| 10.  | FES Aristotelis Skidras          |

| Poz. | Awans z Pre League 2022/2023 |
| ---- | ---------------------------- |
| 2.   | AO Kalamata 80               |

## Hale sportowe
| Drużyna           | Hala sportowa                          | Miejscowość        |
| ----------------- | -------------------------------------- | ------------------ |
| AO Foinikas Syros | Centrum Sportowe «Dimitrios Wikielas»  | Ermupoli           |
| AO Kalamata 80    | Hala sportowa przy Stadionie Miejskim  | Kalamata           |
| Atlos Orestiada   | Hala sportowa «Nikos Samaras»          | Orestiada          |
| AOP Kifisias      | Hala przy Stadionie Miejskim «Zirinio» | Kifisia            |
| AONS Milon        | Hala sportowa Milonos «Krisos Persis»  | Nea Smirni         |
| Olympiakos SFP    | Hala sportowa «Melina Merkuri»         | Ajos Joanis Rendis |
| Panathinaikos AO  | Hala sportowa Mets «Panajotis Gazngas» | Ateny              |
| PAOK              | Hala sportowa PAOK                     | Pilea              |
| Pigasos Polichnis | Hala sportowa «Aleksandros Nikolaidis» | Polichni           |
| Źródło:           |                                        |                    |

## Trenerzy
| Drużyna           | Trener                | Asystent trenera       | *             |
| ----------------- | --------------------- | ---------------------- | ------------- |
| AO Foinikas Syros | Čedomir Ilić          | Stawros Marangos       | [ 14 ] [ 15 ] |
| AO Kalamata 80    | Panajotis Dakuris     | Stefanos Mana          | [ 16 ] [ 17 ] |
| Atlos Orestiada   | Cristian Chițigoi     | Jorgos Tsakpinis       | [ 18 ] [ 19 ] |
| AOP Kifisias      | Kostas Christofidelis | Jorgos Stefanu         | [ 20 ] [ 21 ] |
| AONS Milon        | Sakis Psaras          | Panajotis Jeorgunddzos | [ 22 ] [ 23 ] |
| Olympiakos SFP    | Daniel Castellani     | Andonis Wurderis       | [ 24 ] [ 25 ] |
| Panathinaikos AO  | Dimitris Andreopulos  | Pawlos Karamarudis     | [ 26 ] [ 27 ] |
| PAOK              | Joško Milenkoski      | Walandis Mamais        | [ 28 ] [ 29 ] |
| Pigasos Polichnis | Janis Orfanos         | Konstandinos Maziotis  | [ 30 ] [ 31 ] |

### Zmiany trenerów
| Przed sezonem     |                    |                   |              |
| AO Foinikas Syros | Aleksandar Seničić | Čedomir Ilić      | [ 32 ] [ a ] |
| Atlos Orestiada   | Janis Laios        | Cristian Chițigoi | [ 33 ]       |
| Olympiakos SFP    | Alberto Giuliani   | Daniel Castellani | [ 34 ]       |

## Faza zasadnicza

### Tabela wyników
| Gospodarz \ Gość1 | OLY | PAOK | PAN | MLN | KIF | FOI | PIG | ORE | KAL |
| ----------------- | --- | ---- | --- | --- | --- | --- | --- | --- | --- |
| Olympiakos SFP    | -   | 3:0  | 3:1 | 3:2 | 3:1 | 3:0 | 3:1 | 3:1 | 3:0 |
| PAOK              | 1:3 | -    | 2:3 | 3:0 | 3:0 | 3:0 | 3:0 | 3:1 | 3:0 |
| Panathinaikos AO  | 3:1 | 3:0  | -   | 3:0 | 3:0 | 3:0 | 3:0 | 3:0 | 3:0 |
| AONS Milon        | 3:0 | 3:1  | 0:3 | -   | 3:0 | 3:1 | 3:0 | 3:0 | 3:1 |
| AOP Kifisias      | 1:3 | 2:3  | 0:3 | 1:3 | -   | 3:0 | 3:0 | 3:2 | 0:3 |
| AO Foinikas Syros | 1:3 | 0:3  | 0:3 | 0:3 | 3:0 | -   | 3:1 | 1:3 | 3:2 |
| Pigasos Polichnis | 0:3 | 0:3  | 0:3 | 3:0 | 2:3 | 3:1 | -   | 2:3 | 3:0 |
| Atlos Orestiada   | 0:3 | 0:3  | 1:3 | 0:3 | 2:3 | 3:2 | 2:3 | -   | 2:3 |
| AO Kalamata 80    | 1:3 | 1:3  | 0:3 | 0:3 | 1:3 | 3:2 | 3:0 | 2:3 | -   |

Źródło: 
1 Drużyna gospodarzy jest wymieniona po lewej stronie tabeli.
Kolory:
  zwycięstwo gospodarzy 3:0 lub 3:1
  zwycięstwo gospodarzy 3:2
  zwycięstwo gości 3:0 lub 3:1
  zwycięstwo gości 3:2

### Terminarz i wyniki spotkań
| Data                                                            | Godz. | Gospodarz         | Rezultat                                | Gość              | Widzów |
| --------------------------------------------------------------- | ----- | ----------------- | --------------------------------------- | ----------------- | ------ |
| 1. KOLEJKA                                                      |       |                   |                                         |                   |        |
| 28.10.2023                                                      | 20:30 | Panathinaikos AO  | 3:0 (25:22, 25:13, 42:40)               | AONS Milon        | 324    |
| 29.10.2023                                                      | 17:00 | AO Foinikas Syros | 3:1 (25:17, 25:13, 15:25, 34:32)        | Pigasos Polichnis | 20     |
| 29.10.2023                                                      | 19:00 | AO Kalamata 80    | 2:3 (25:21, 21:25, 20:25, 28:26, 12:15) | Atlos Orestiada   | 1300   |
| 30.10.2023                                                      | 17:00 | Olympiakos SFP    | 3:0 (25:23, 25:17, 25:21)               | PAOK              | 250    |
| 2. KOLEJKA                                                      |       |                   |                                         |                   |        |
| 4.11.2023                                                       | 17:00 | Pigasos Polichnis | 0:3 (22:25, 20:25, 20:25)               | Olympiakos SFP    | 280    |
| 4.11.2023                                                       | 19:00 | AOP Kifisias      | 0:3 (27:29, 24:26, 22:25)               | AO Kalamata 80    | 300    |
| 5.11.2023                                                       | 19:00 | Atlos Orestiada   | 3:2 (25:22, 25:21, 18:25, 19:25, 15:10) | AO Foinikas Syros | 350    |
| 6.11.2023                                                       | 17:00 | PAOK              | 2:3 (22:25, 25:23, 16:25, 29:27, 10:15) | Panathinaikos AO  | 300    |
| 3. KOLEJKA                                                      |       |                   |                                         |                   |        |
| 11.11.2023                                                      | 18:30 | AONS Milon        | 3:1 (25:20, 18:25, 25:22, 25:17)        | PAOK              | 400    |
| 11.11.2023                                                      | 21:00 | Panathinaikos AO  | 3:0 (25:17, 25:19, 25:17)               | Pigasos Polichnis | 200    |
| 12.11.2023                                                      | 19:00 | AO Foinikas Syros | 3:0 (25:23, 25:22, 25:21)               | AOP Kifisias      | 220    |
| 15.11.2023                                                      | 15:00 | Olympiakos SFP    | 3:1 (25:19, 25:12, 23:25, 25:23)        | Atlos Orestiada   | 200    |
| 4. KOLEJKA                                                      |       |                   |                                         |                   |        |
| 18.11.2023                                                      | 17:00 | AOP Kifisias      | 1:3 (20:25, 25:16, 22:25, 28:30)        | Olympiakos SFP    | 150    |
| 18.11.2023                                                      | 18:00 | Pigasos Polichnis | 3:0 (25:20, 25:18, 25:17)               | AONS Milon        | 150    |
| 18.11.2023                                                      | 19:00 | Atlos Orestiada   | 1:3 (21:25, 22:25, 25:20, 21:25)        | Panathinaikos AO  | 1000   |
| 20.11.2023                                                      | 20:15 | AO Kalamata 80    | 3:2 (29:27, 13:25, 22:25, 25:23, 15:11) | AO Foinikas Syros | 500    |
| 5. KOLEJKA                                                      |       |                   |                                         |                   |        |
| 25.11.2023                                                      | 15:30 | Olympiakos SFP    | 3:0 (25:16, 32:30, 25:22)               | AO Kalamata 80    | 150    |
| 25.11.2023                                                      | 20:30 | AONS Milon        | 3:0 (25:12, 25:19, 25:12)               | Atlos Orestiada   | 300    |
| 26.11.2023                                                      | 16:30 | Panathinaikos AO  | 3:0 (25:19, 25:15, 25:23)               | AOP Kifisias      | 300    |
| 26.11.2023                                                      | 19:00 | PAOK              | 3:0 (25:19, 25:19, 25:12)               | Pigasos Polichnis | 110    |
| 6. KOLEJKA                                                      |       |                   |                                         |                   |        |
| 2.12.2023                                                       | 17:00 | AO Kalamata 80    | 0:3 (20:25, 21:25, 18:25)               | Panathinaikos AO  | 1300   |
| 2.12.2023                                                       | 18:00 | AO Foinikas Syros | 1:3 (15:25, 25:19, 16:25, 20:25)        | Olympiakos SFP    | 400    |
| 3.12.2023                                                       | 19:00 | Atlos Orestiada   | 0:3 (23:25, 18:25, 24:26)               | PAOK              | 700    |
| 4.12.2023                                                       | 17:15 | AOP Kifisias      | 1:3 (26:24, 19:25, 20:25, 18:25)        | AONS Milon        | 100    |
| 7. KOLEJKA                                                      |       |                   |                                         |                   |        |
| 9.12.2023                                                       | 21:00 | Panathinaikos AO  | 3:0 (25:14, 25:19, 25:21)               | AO Foinikas Syros | 220    |
| 10.12.2023                                                      | 17:00 | PAOK              | 3:0 (25:13, 25:18, 25:22)               | AOP Kifisias      | 210    |
| 10.12.2023                                                      | 19:00 | AONS Milon        | 3:1 (25:16, 25:22, 23:25, 25:19)        | AO Kalamata 80    | 300    |
| 11.12.2023                                                      | 17:00 | Pigasos Polichnis | 2:3 (26:28, 25:11, 25:20, 17:25, 10:15) | Atlos Orestiada   | 130    |
| 8. KOLEJKA                                                      |       |                   |                                         |                   |        |
| 16.12.2023                                                      | 17:00 | AO Kalamata 80    | 1:3 (17:25, 22:25, 28:26, 18:25)        | PAOK              | 65     |
| 16.12.2023                                                      | 20:00 | Olympiakos SFP    | 3:1 (25:21, 31:33, 25:22, 25:20)        | Panathinaikos AO  | 15     |
| 17.12.2023                                                      | 19:00 | AOP Kifisias      | 3:0 (25:16, 25:21, 25:20)               | Pigasos Polichnis | 300    |
| 21.02.2024                                                      | 18:00 | AO Foinikas Syros | 0:3 (19:25, 21:25, 25:27)               | AONS Milon        | 100    |
| 9. KOLEJKA                                                      |       |                   |                                         |                   |        |
| 22.12.2023                                                      | 20:00 | Pigasos Polichnis | 3:0 (25:20, 25:23, 25:23)               | AO Kalamata 80    | 140    |
| 23.12.2023                                                      | 16:30 | Atlos Orestiada   | 2:3 (25:17, 25:18, 15:25, 23:25, 13:15) | AOP Kifisias      | 400    |
| 23.12.2023                                                      | 20:15 | PAOK              | 3:0 (25:23, 25:17, 25:19)               | AO Foinikas Syros | 200    |
| 23.12.2023                                                      | 20:30 | AONS Milon        | 3:0 (25:17, 25:18, 25:21)               | Olympiakos SFP    | 400    |
| 10. KOLEJKA                                                     |       |                   |                                         |                   |        |
| 6.01.2024                                                       | 20:30 | AONS Milon        | 0:3 (21:25, 19:25, 22:25)               | Panathinaikos AO  | 600    |
| 7.01.2024                                                       | 19:00 | Atlos Orestiada   | 2:3 (25:19, 24:26, 16:25, 25:23, 13:15) | AO Kalamata 80    | 300    |
| 8.01.2024                                                       | 17:00 | PAOK              | 1:3 (21:25, 25:22, 24:26, 23:25)        | Olympiakos SFP    | 280    |
| 8.01.2024                                                       | 19:00 | Pigasos Polichnis | 3:1 (35:33, 25:23, 16:25, 26:24)        | AO Foinikas Syros | 120    |
| 11. KOLEJKA                                                     |       |                   |                                         |                   |        |
| 13.01.2024                                                      | 16:00 | Olympiakos SFP    | 3:1 (21:25, 25:15, 25:18, 25:14)        | Pigasos Polichnis | 18     |
| 14.01.2024                                                      | 17:00 | AO Foinikas Syros | 1:3 (20:25, 22:25, 25:23, 20:25)        | Atlos Orestiada   | 270    |
| 14.01.2024                                                      | 17:00 | Panathinaikos AO  | 3:0 (28:26, 25:23, 25:19)               | PAOK              | 400    |
| 15.01.2024                                                      | 17:00 | AO Kalamata 80    | 1:3 (17:25, 25:18, 21:25, 20:25)        | AOP Kifisias      | 500    |
| 12. KOLEJKA                                                     |       |                   |                                         |                   |        |
| 20.01.2024                                                      | 16:30 | Atlos Orestiada   | 0:3 (22:25, 18:25, 19:25)               | Olympiakos SFP    | 800    |
| 21.01.2024                                                      | 18:00 | AOP Kifisias      | 3:0 (25:14, 25:19, 25:20)               | AO Foinikas Syros | 160    |
| 21.01.2024                                                      | 21:30 | PAOK              | 3:0 (25:20, 25:17, 25:21)               | AONS Milon        | 200    |
| 22.01.2024                                                      | 17:00 | Pigasos Polichnis | 0:3 (19:25, 20:25, 16:25)               | Panathinaikos AO  | 150    |
| 13. KOLEJKA                                                     |       |                   |                                         |                   |        |
| 27.01.2024                                                      | 15:30 | Olympiakos SFP    | 3:1 (25:13, 22:25, 25:15, 25:21)        | AOP Kifisias      | bd.    |
| 27.01.2024                                                      | 20:30 | AONS Milon        | 3:0 (25:19, 25:23, 25:23)               | Pigasos Polichnis | 160    |
| 27.01.2024                                                      | 21:00 | Panathinaikos AO  | 3:0 (25:17, 25:20, 25:17)               | Atlos Orestiada   | 200    |
| 28.01.2024                                                      | 17:00 | AO Foinikas Syros | 3:2 (21:25, 23:25, 25:19, 25:23, 16:14) | AO Kalamata 80    | 250    |
| 14. KOLEJKA                                                     |       |                   |                                         |                   |        |
| 3.02.2024                                                       | 17:00 | AO Kalamata 80    | 1:3 (25:23, 17:25, 13:25, 23:25)        | Olympiakos SFP    | 900    |
| 3.02.2024                                                       | 19:00 | Pigasos Polichnis | 0:3 (23:25, 17:25, 21:25)               | PAOK              | 220    |
| 3.02.2024                                                       | 20:15 | AOP Kifisias      | 0:3 (25:27, 22:25, 13:25)               | Panathinaikos AO  | 300    |
| 4.02.2024                                                       | 16:30 | Atlos Orestiada   | 0:3 (23:25, 20:25, 23:25)               | AONS Milon        | 550    |
| 15. KOLEJKA                                                     |       |                   |                                         |                   |        |
| 11.02.2024                                                      | 16:00 | Olympiakos SFP    | 3:0 (25:19, 25:23, 25:17)               | AO Foinikas Syros | 20     |
| 11.02.2024                                                      | 17:00 | Panathinaikos AO  | 3:0 (25:22, 25:22, 25:16)               | AO Kalamata 80    | 200    |
| 11.02.2024                                                      | 20:30 | AONS Milon        | 3:0 (25:19, 25:15, 25:23)               | AOP Kifisias      | 156    |
| 12.02.2024                                                      | 17:00 | PAOK              | 3:1 (25:27, 25:23, 25:21, 28:26)        | Atlos Orestiada   | 250    |
| 16. KOLEJKA                                                     |       |                   |                                         |                   |        |
| 17.02.2024                                                      | 17:00 | AO Kalamata 80    | 0:3 (25:27, 23:25, 17:25)               | AONS Milon        | 450    |
| 18.02.2024                                                      | 17:00 | AO Foinikas Syros | 0:3 (15:25, 22:25, 22:25)               | Panathinaikos AO  | 350    |
| 18.02.2024                                                      | 19:00 | Atlos Orestiada   | 2:3 (22:25, 22:25, 25:14, 25:20, 9:15)  | Pigasos Polichnis | 250    |
| 19.02.2024                                                      | 17:00 | AOP Kifisias      | 2:3 (25:21, 25:22, 20:25, 14:25, 10:15) | PAOK              | 150    |
| 17. KOLEJKA                                                     |       |                   |                                         |                   |        |
| 24.02.2024                                                      | 20:00 | PAOK              | 3:0 (25:16, 25:13, 25:19)               | AO Kalamata 80    | 150    |
| 24.02.2024                                                      | 21:30 | Panathinaikos AO  | 3:1 (25:19, 23:25, 26:24, 25:23)        | Olympiakos SFP    | 1000   |
| 25.02.2024                                                      | 18:00 | Pigasos Polichnis | 2:3 (25:19, 24:26, 28:26, 23:25, 11:15) | AOP Kifisias      | 150    |
| 26.02.2024                                                      | 17:00 | AONS Milon        | 3:1 (25:21, 21:25, 25:16, 25:19)        | AO Foinikas Syros | 165    |
| 18. KOLEJKA                                                     |       |                   |                                         |                   |        |
| 2.03.2024                                                       | 17:00 | AOP Kifisias      | 3:2 (30:28, 22:25, 25:23, 26:28, 15:12) | Atlos Orestiada   | 120    |
| 2.03.2024                                                       | 17:00 | AO Kalamata 80    | 3:0 (25:14, 25:19, 25:22)               | Pigasos Polichnis | bd.    |
| 2.03.2024                                                       | 17:00 | AO Foinikas Syros | 0:3 (20:25, 17:25, 22:25)               | PAOK              | 300    |
| 2.03.2024                                                       | 17:00 | Olympiakos SFP    | 3:2 (15:25, 19:25, 25:13, 25:14, 17:15) | AONS Milon        | 200    |
| Wszystkie godziny według czasu lokalnego (UTC+2/UTC+3). Źródło: |       |                   |                                         |                   |        |

### Tabela
| Lp.                                                      | Drużyna           | Pkt | Mecze | Mecze | Mecze | Rodzaj wyniku | Rodzaj wyniku | Rodzaj wyniku | Rodzaj wyniku | Rodzaj wyniku | Rodzaj wyniku | Sety | Sety | Sety  | Małe punkty | Małe punkty | Małe punkty |
| Lp.                                                      | Drużyna           | Pkt | M     | W     | P     | 3:0           | 3:1           | 3:2           | 2:3           | 1:3           | 0:3           | wyg. | prz. | stos. | zdob.       | str.        | stos.       |
| -------------------------------------------------------- | ----------------- | --- | ----- | ----- | ----- | ------------- | ------------- | ------------- | ------------- | ------------- | ------------- | ---- | ---- | ----- | ----------- | ----------- | ----------- |
| 1                                                        | Panathinaikos AO  | 44  | 16    | 15    | 1     | 12            | 2             | 1             | 0             | 1             | 0             | 46   | 7    | 6.57  | 1327        | 1104        | 1.2         |
| 2                                                        | Olympiakos SFP    | 41  | 16    | 14    | 2     | 5             | 8             | 1             | 0             | 1             | 1             | 43   | 16   | 2.69  | 1413        | 1238        | 1.14        |
| 3                                                        | AONS Milon        | 34  | 16    | 11    | 5     | 7             | 4             | 0             | 1             | 0             | 4             | 35   | 19   | 1.84  | 1257        | 1165        | 1.08        |
| 4                                                        | PAOK              | 33  | 16    | 11    | 5     | 8             | 2             | 1             | 1             | 2             | 2             | 37   | 19   | 1.95  | 1321        | 1188        | 1.11        |
| 5                                                        | AOP Kifisias      | 16  | 16    | 6     | 10    | 2             | 1             | 3             | 1             | 3             | 6             | 23   | 37   | 0.62  | 1284        | 1378        | 0.93        |
| 6                                                        | Atlos Orestiada   | 13  | 16    | 4     | 12    | 0             | 1             | 3             | 4             | 3             | 5             | 23   | 43   | 0.53  | 1386        | 1496        | 0.93        |
| 7                                                        | Pigasos Polichnis | 13  | 16    | 4     | 12    | 2             | 1             | 1             | 2             | 2             | 8             | 18   | 39   | 0.46  | 1182        | 1334        | 0.89        |
| 8                                                        | AO Kalamata 80    | 12  | 16    | 4     | 12    | 2             | 0             | 2             | 2             | 4             | 6             | 20   | 40   | 0.5   | 1273        | 1413        | 0.9         |
| 9                                                        | AO Foinikas Syros | 10  | 16    | 3     | 13    | 1             | 1             | 1             | 2             | 4             | 7             | 17   | 42   | 0.4   | 1255        | 1382        | 0.91        |
| Legenda: faza play-off mecze o miejsca 5-7 faza play-out |                   |     |       |       |       |               |               |               |               |               |               |      |      |       |             |             |             |

Źródło: 
Punktacja: 3:0 i 3:1 – 3 pkt; 3:2 – 2 pkt; 2:3 – 1 pkt; 1:3 i 0:3 – 0 pkt
Zasady ustalania kolejności: 1. liczba punktów; 2. bilans w bezpośrednich meczach, w kolejności: a) liczba zwycięstw, b) liczba punktów, c) stosunek setów; d) stosunek małych punktów; 3. liczba zwycięstw; 4. stosunek setów; 5. stosunek małych punktów

## Faza play-off
Wszystkie godziny według czasu lokalnego (UTC+2/UTC+3).

### Drabinka
|  |           |                  |           |                |           |           |           |   |   |                  |        |        |        |        |        |        |
|  | Półfinały | Półfinały        | Półfinały | Półfinały      | Półfinały | Półfinały | Półfinały |   |   | Finały           | Finały | Finały | Finały | Finały | Finały | Finały |
|  | Półfinały | Półfinały        | Półfinały | Półfinały      | Półfinały | Półfinały | Półfinały |   |   | Finały           | Finały | Finały | Finały | Finały | Finały | Finały |
|  |           |                  |           |                |           |           |           |   |   |                  |        |        |        |        |        |        |
|  |           |                  |           |                |           |           |           |   |   |                  |        |        |        |        |        |        |
|  | 1         | Panathinaikos AO | 3         | 3              | 1         | 3         |           |   |   |                  |        |        |        |        |        |        |
|  | 1         | Panathinaikos AO | 3         | 3              | 1         | 3         |           |   |   |                  |        |        |        |        |        |        |
|  | 4         | PAOK             | 1         | 1              | 3         | 1         |           |   |   |                  |        |        |        |        |        |        |
|  | 4         | PAOK             | 1         | 1              | 3         | 1         |           |   | 1 | Panathinaikos AO | 0      | 0      | 3      | 2      |        |        |
|  |           |                  |           |                |           |           |           |   | 1 | Panathinaikos AO | 0      | 0      | 3      | 2      |        |        |
|  |           |                  | 2         | Olympiakos SFP | 3         | 3         | 2         | 3 |   |                  |        |        |        |        |        |        |
|  | 2         | Olympiakos SFP   | 2         | Olympiakos SFP | 3         | 3         | 2         | 3 | 3 | 0                | 3      | 0      | 3      |        |        |        |
|  | 2         | Olympiakos SFP   |           |                |           |           |           |   |   |                  |        | 0      | 3      |        |        |        |
|  | 3         | AONS Milon       | 0         | 3              | 1         | 3         | 0         |   |   |                  |        |        |        |        |        |        |
|  | 3         | AONS Milon       | 0         | 3              | 1         | 3         | 0         |   |   |                  |        |        |        |        |        |        |
|  |           |                  |           |                |           |           |           |   |   |                  |        |        |        |        |        |        |

### Półfinały
Format: do trzech zwycięstw
| Data                 | Godz.                | Gospodarz            | Rezultat                         | Gość             | Widzów         |
| -------------------- | -------------------- | -------------------- | -------------------------------- | ---------------- | -------------- |
| Panathinaikos AO (1) | Panathinaikos AO (1) | Panathinaikos AO (1) | 3 – 1                            | (4) PAOK         | (4) PAOK       |
| 11.03.2024           | 19:00                | Panathinaikos AO     | 3:1 (23:25, 25:19, 31:29, 25:23) | PAOK             | 400            |
| 14.03.2024           | 17:00                | PAOK                 | 1:3 (21:25, 25:22, 18:25, 21:25) | Panathinaikos AO | 450            |
| 18.03.2024           | 19:00                | Panathinaikos AO     | 1:3 (16:25, 21:25, 25:20, 18:25) | PAOK             | 800            |
| 21.03.2024           | 17:00                | PAOK                 | 1:3 (21:25, 23:25, 25:18, 19:25) | Panathinaikos AO | 950            |
| Olympiakos SFP (2)   | Olympiakos SFP (2)   | Olympiakos SFP (2)   | 3 – 2                            | (3) AONS Milon   | (3) AONS Milon |
| 11.03.2024           | 17:00                | Olympiakos SFP       | 3:0 (25:22, 25:22, 25:21)        | AONS Milon       | 100            |
| 14.03.2024           | 20:30                | AONS Milon           | 3:0 (25:23, 25:21, 25:21)        | Olympiakos SFP   | 200            |
| 18.03.2024           | 17:00                | Olympiakos SFP       | 3:1 (25:18, 25:19, 20:25, 25:17) | AONS Milon       | 150            |
| 21.03.2024           | 20:30                | AONS Milon           | 3:0 (25:22, 25:23, 25:21)        | Olympiakos SFP   | 300            |
| 25.03.2024           | 17:00                | Olympiakos SFP       | 3:0 (25:18, 25:18, 25:19)        | AONS Milon       | 550            |

Źródło: 

### Finały
Format: do trzech zwycięstw
| Data                 | Godz.                | Gospodarz            | Rezultat                                | Gość               | Widzów             |
| -------------------- | -------------------- | -------------------- | --------------------------------------- | ------------------ | ------------------ |
| Panathinaikos AO (1) | Panathinaikos AO (1) | Panathinaikos AO (1) | 1 – 3                                   | (2) Olympiakos SFP | (2) Olympiakos SFP |
| 11.04.2024           | 18:00                | Panathinaikos AO     | 0:3 (23:25, 30:32, 17:25)               | Olympiakos SFP     | 800                |
| 15.04.2024           | 17:45                | Olympiakos SFP       | 3:0 (25:17, 25:16, 26:24)               | Panathinaikos AO   | 400                |
| 18.04.2024           | 18:00                | Panathinaikos AO     | 3:2 (25:15, 21:25, 20:25, 25:20, 19:17) | Olympiakos SFP     | 550                |
| 22.04.2024           | 18:00                | Olympiakos SFP       | 3:2 (25:17, 25:19, 20:25, 21:25, 15:12) | Panathinaikos AO   | 400                |

Źródło: 

## Mecze o miejsca 5-7

### Tabela wyników
| Gospodarz \ Gość1 | KIF | ORE | PIG |
| ----------------- | --- | --- | --- |
| AOP Kifisias      | -   | 3:1 | 3:0 |
| Atlos Orestiada   | 3:0 | -   | 2:3 |
| Pigasos Polichnis | 3:1 | 3:1 | -   |

Źródło: 
1 Drużyna gospodarzy jest wymieniona po lewej stronie tabeli.
Kolory:
  zwycięstwo gospodarzy 3:0 lub 3:1
  zwycięstwo gospodarzy 3:2
  zwycięstwo gości 3:0 lub 3:1
  zwycięstwo gości 3:2

### Terminarz i wyniki spotkań
| Data                                                            | Godz. | Gospodarz         | Rezultat                                | Gość              | Widzów |
| --------------------------------------------------------------- | ----- | ----------------- | --------------------------------------- | ----------------- | ------ |
| 10.03.2024                                                      | 17:30 | Atlos Orestiada   | 3:0 (25:18, 25:14, 25:23)               | AOP Kifisias      | 200    |
| 16.03.2024                                                      | 21:00 | AOP Kifisias      | 3:0 (29:27, 25:18, 25:23)               | Pigasos Polichnis | 150    |
| 24.03.2024                                                      | 18:00 | Pigasos Polichnis | 3:1 (19:25, 25:23, 25:17, 25:20)        | Atlos Orestiada   | 170    |
| 31.03.2024                                                      | 15:00 | AOP Kifisias      | 3:1 (25:23, 22:25, 25:16, 25:17)        | Atlos Orestiada   | 150    |
| 6.04.2024                                                       | 19:00 | Pigasos Polichnis | 3:1 (25:21, 25:19, 24:26, 25:18)        | AOP Kifisias      | 150    |
| 13.04.2024                                                      | 19:00 | Atlos Orestiada   | 2:3 (27:25, 20:25, 19:25, 27:25, 19:21) | Pigasos Polichnis | 150    |
| Wszystkie godziny według czasu lokalnego (UTC+2/UTC+3). Źródło: |       |                   |                                         |                   |        |

### Tabela
| Lp. | Drużyna           | Pkt | Mecze | Mecze | Mecze | Rodzaj wyniku | Rodzaj wyniku | Rodzaj wyniku | Rodzaj wyniku | Rodzaj wyniku | Rodzaj wyniku | Sety | Sety | Sety  | Małe punkty | Małe punkty | Małe punkty |
| Lp. | Drużyna           | Pkt | M     | W     | P     | 3:0           | 3:1           | 3:2           | 2:3           | 1:3           | 0:3           | wyg. | prz. | stos. | zdob.       | str.        | stos.       |
| --- | ----------------- | --- | ----- | ----- | ----- | ------------- | ------------- | ------------- | ------------- | ------------- | ------------- | ---- | ---- | ----- | ----------- | ----------- | ----------- |
| 1   | AOP Kifisias      | 22  | 4     | 2     | 2     | 1             | 1             | 0             | 0             | 1             | 1             | 7    | 7    | 1     | 315         | 323         | 0.98        |
| 2   | Pigasos Polichnis | 21  | 4     | 3     | 1     | 0             | 2             | 1             | 0             | 0             | 1             | 9    | 7    | 1.29  | 382         | 360         | 1.06        |
| 3   | Atlos Orestiada   | 17  | 4     | 1     | 3     | 1             | 0             | 0             | 1             | 2             | 0             | 7    | 9    | 0.78  | 353         | 367         | 0.96        |

Źródło: 
Punktacja: 3:0 i 3:1 – 3 pkt; 3:2 – 2 pkt; 2:3 – 1 pkt; 1:3 i 0:3 – 0 pkt
Zasady ustalania kolejności: 1. liczba zdobytych punktów; 2. bilans w meczach bezpośrednich, w kolejności: a) liczba zwycięstw, b) liczba zdobytych punktów, c) stosunek setów wygranych do przegranych; d) stosunek małych punktów zdobytych do straconych; 3. liczba zwycięstw; 4. stosunek setów wygranych do przegranych; 5. stosunek małych punktów zdobytych do straconych
Uwagi: Do tabeli wliczone zostały punkty zdobyte przez poszczególne drużyny w fazie zasadniczej.

## Faza play-out
Format: do trzech zwycięstw
| Data               | Godz.              | Gospodarz          | Rezultat                               | Gość                  | Widzów                |
| ------------------ | ------------------ | ------------------ | -------------------------------------- | --------------------- | --------------------- |
| AO Kalamata 80 (8) | AO Kalamata 80 (8) | AO Kalamata 80 (8) | 0 – 3                                  | (9) AO Foinikas Syros | (9) AO Foinikas Syros |
| 10.03.2024         | 19:00              | AO Kalamata 80     | 2:3 (18:25, 19:25, 25:23, 25:19, 5:15) | AO Foinikas Syros     | 500                   |
| 16.03.2024         | 19:00              | AO Foinikas Syros  | 3:1 (25:16, 19:25, 25:17, 25:23)       | AO Kalamata 80        | 250                   |
| 24.03.2024         | 19:00              | AO Kalamata 80     | 1:3 (21:25, 25:23, 26:28, 23:25)       | AO Foinikas Syros     | 800                   |

Źródło: 

## Klasyfikacja końcowa
| Poz. | Drużyna           | Uwagi                              |
| 1.   | Olympiakos SFP    | prawo udziału w el. Ligi Mistrzów  |
| 2.   | Panathinaikos AO  | prawo udziału w Pucharze CEV       |
| 3.   | AONS Milon        | prawo udziału w Pucharze CEV       |
| 4.   | PAOK              | prawo udziału w Pucharze Challenge |
| 5.   | AOP Kifisias      | prawo udziału w Pucharze Challenge |
| 6.   | Pigasos Polichnis |                                    |
| 7.   | Atlos Orestiada   |                                    |
| 8.   | AO Foinikas Syros |                                    |
| 9.   | AO Kalamata 80    | spadek do Pre League               |

Źródło: 

## Nagrody MVP
Nagrody MVP (ze względów sponsorskich pod nazwą MVP Βίκος Cola) przyznawane były po każdej kolejce fazy zasadniczej oraz po półfinałach fazy play-off. Na koniec sezonu wybrany został najlepszy zawodnik całych rozgrywek.
Najlepszym zawodnikiem sezonu został Mitar Dzurits.
| Kolejka         | Najlepszy zawodnik (MVP) | Klub              |
| --------------- | ------------------------ | ----------------- |
| Faza zasadnicza |                          |                   |
| 1               | Spiros Barmbunis         | AO Foinikas Syros |
| 2               | Matt West                | AO Kalamata 80    |
| 3               | Pedro Molina             | AONS Milon        |
| 4               | Arjiris Mawrowuniotis    | Pigasos Polichnis |
| 5               | Menelaos Kokinakis       | PAOK              |
| 6               | Tymofij Połujan          | AONS Milon        |
| 7               | Panajotis Bozidis        | Atlos Orestiada   |
| 8               | Salvador Hidalgo Oliva   | Olympiakos SFP    |
| 9               | Aristidis Chandrinos     | AONS Milon        |
| 10              | Rafail Kumendakis        | Olympiakos SFP    |
| 11              | Stawros Kasambalis       | Panathinaikos AO  |
| 12              | Andonis Spiliotis        | AOP Kifisias      |
| 13              | Tonček Štern             | Olympiakos SFP    |
| 14              | Markos Jaliotos          | PAOK              |
| 15              | Luke Herr                | AONS Milon        |
| 16              | Atanasis Protopsaltis    | Panathinaikos AO  |
| 17              | Fernando Hernández       | Panathinaikos AO  |
| 18              | Ricardo Alexandre        | AOP Kifisias      |
| Faza play-off   |                          |                   |
| Półfinały       | Teodoros Wulkidis        | Panathinaikos AO  |

## Nagrody indywidualne
| Nagroda                 | Zawodnik               | Klub             |
| ----------------------- | ---------------------- | ---------------- |
| Najlepszy rozgrywający  | Dragan Travica         | Olympiakos SFP   |
| Najlepszy atakujący     | Tonček Štern           | Olympiakos SFP   |
| Najlepsi przyjmujący    | Salvador Hidalgo Oliva | Olympiakos SFP   |
| Najlepsi przyjmujący    | Pedro Molina           | AONS Milon       |
| Najlepsi środkowi       | Mitar Dzurits          | Olympiakos SFP   |
| Najlepsi środkowi       | Teodoros Wulkidis      | Panathinaikos AO |
| Najlepszy libero        | Aris Chandrinos        | AONS Milon       |
| Najlepszy młodzieżowiec | Dimitris Teodosis      | AONS Milon       |
| Najlepszy trener        | Daniel Castellani      | Olympiakos SFP   |
| Najlepszy sędzia        | Wasiliadis Wasilis     | —                |
| Źródło:                 |                        |                  |